# Lilburn (Géorgie)
Pour les articles homonymes, voir Lilburn.
Lilburn est une ville américaine située dans le comté de Gwinnett, en Géorgie. Selon le recensement de 2020, sa population est de 14 502 habitants.